# Atletica leggera ai XXXI Giochi mondiali universitari estivi
Le gare di atletica leggera dei XXXI Giochi mondiali universitari estivi si sono disputate dal 1º al 6 agosto 2023 al Shuangliu Sports Centre Stadium di Chengdu, in Cina.

## Podi

### Uomini
| Specialità | Oro                                                                  | Risultato    | Argento | Risultato    | Bronzo                                                                             | Risultato      |
| --- | -------------------------------------------------------------------- | ------------ | --- | ------------ | ---------------------------------------------------------------------------------- | -------------- |
| 100 m piani (dettagli) | Kadrian Goldson                                                      | 10"04        | Shaun Maswanganyi                                                                                                 | 10"06        | Chen Guanfeng                                                                      | 10"17          |
| 200 m piani (dettagli) | Tsebo Matsoso                                                        | 20"36        | Yudai Nishi | 20"46        | Amlan Borgohain                                                                    | 20"55          |
| 400 m piani (dettagli) | João Coelho                                                          | 44"79 (.782) | Reece Holder | 44"79 (.785) | Mihai Sorin Dringo                                                                 | 45"27          |
| 800 m piani (dettagli) | Maciej Wyderka                                                       | 1'49"09      | Corentin Le Clezio                                                                                                | 1'49"17      | Oussama Cherrad                                                                    | 1'49"23 (.226) |
| 800 m piani (dettagli) | Maciej Wyderka                                                       | 1'49"09      | Corentin Le Clezio                                                                                                | 1'49"17      | Zine El Abidine Lagoune                                                            | 1'49"23 (.226) |
| 1500 m piani (dettagli) | Benoit Campion                                                       | 3'38"61      | Oussama Cherrad                                                                                                   | 3'40"64      | Yervand Mkrtchyan                                                                  | 3'40"68        |
| 5000 m piani (dettagli) | Simon Bedard                                                         | 14'14"10     | Taiyo Yasuhara | 14'14"15     | Nursultan Keneshbekov                                                              | 14'15"33       |
| 10000 m piani (dettagli) | Dismas Yeko                                                          | 28'59"25     | Sezgin Ataç | 29'06"62     | Yuito Yamamoto                                                                     | 29'22"95       |
| 110 m ostacoli (dettagli) | Ken Toyoda                                                           | 13"40        | Xiaohan Ning | 13"44        | Krzysztof Kiljan                                                                   | 13"55          |
| 400 m ostacoli (dettagli) | Peng Ming-Yang                                                       | 48"62        | İsmail Nezir | 48"72        | Xie Zhiyu                                                                          | 48"78          |
| 3000 m siepi (dettagli) | Jens Mergenthaler                                                    | 8'38"42      | Nick Jäger | 8'40"53      | Atsushi Shobu                                                                      | 8'40"84        |
| Staffetta 4×100 m (dettagli) | Cina Chen Jiapeng Chen Guanfeng Yan Haibin Deng Zhijian Sui Gaofei*  | 38"80 (.792) | Thailandia Natawat Iamudom Soraoat Dabbang Chayut Khongprasit Thawachai Himaiad                                   | 38"80 (.798) | Sudafrica Thembo John Monareng Tsebo Matsoso Eckhart Potgieter Shaun Maswanganyi   | 38"83          |
| Staffetta 4×400 m (dettagli) | Turchia Ilyas Çanakçi Kubilay Ençu Berke Akçam İsmail Nezir          | 3'03"46      | Polonia Adam Łukomski Patryk Grzegorzewicz Daniel Sołtysiak Mateusz Rzeźniczak Krzysztof Hołub* Jakub Olejniczak* | 3'05"10      | Sudafrica Nhlanhla Maseko Tjaart van der Walt Wernich van Rensburg Lindukuhle Gora | 3'05"17        |
| Mezza maratona (dettagli) | Sezgin Ataç                                                          | 1h04'36"     | Ayetullah Aslanhan                                                                                                | 1h04'37"     | Yang Kegu                                                                          | 1h04'48"       |
| Mezza maratona a squadre (dettagli) | Turchia Sezgin Ataç Ayetullah Aslanhan Ömer Amaçtan Mahsum Değer*    | 3h14'31"     | Cina Yang Kegu Ma Rui Ma Yujie Chen Tianyu* Wang Congzheng*                                                       | 3h17'12"     | Giappone Reishi Yoshida Kotaro Shinohara Rei Matsunaga                             | 3h17'18"       |
| Marcia 20 km (dettagli) | Salih Korkmaz                                                        | 1h23'40"     | Qian Haifeng | 1h24'40"     | Haruki Manju                                                                       | 1h25'32"       |
| Marcia 20 km a squadre (dettagli) | Cina Qian Haifeng Cui Lihong Li Yandong Zhang Hongliang* Li Xiaobin* | 4h18'54"     | Giappone Haruki Manju Kazuhiro Tateiwa Kento Yoshikawa                                                            | 4h21'18"     | Australia William Thompson Mitchell Baker Dylan Richardson Timothy Fraser*         | 4h32'52"       |
| Salto in alto (dettagli) | Vladyslav Lavskyi                                                    | 2,25 m       | Fu Chao-Hsuan | 2,20 m       | Roman Petruk                                                                       | 2,20 m         |
| Salto in alto (dettagli) | Vladyslav Lavskyi                                                    | 2,25 m       | Fu Chao-Hsuan | 2,20 m       | Gergely Török                                                                      | 2,20 m =       |
| Salto in alto (dettagli) | Vladyslav Lavskyi                                                    | 2,25 m       | Fu Chao-Hsuan | 2,20 m       | Tsai Wei-Chih                                                                      | 2,20 m         |
| Salto con l'asta (dettagli) | Urho Kujanpää                                                        | 5,55 m       | Patsapong Amsam-Ang                                                                                               | 5,55 m       | Koen van der Wijst                                                                 | 5,45 m         |
| Salto in lungo (dettagli) | Zhang Jingqiang                                                      | 7,93 m       | Wen Hua-Yu | 7,83 m       | Lin Chia-Hsing                                                                     | 7,83 m         |
| Salto triplo (dettagli) | Su Wen                                                               | 17,01 m      | Necati Er | 16,83 m      | Huang Huafeng                                                                      | 16,76 m        |
| Getto del peso (dettagli) | Konrad Bukowiecki                                                    | 20,23 m      | Szymon Mazur | 19,20 m      | Xaver Hastenrath                                                                   | 18,69 m        |
| Lancio del disco (dettagli) | Oskar Stachnik                                                       | 63,00 m      | Kai Chang | 61,82 m      | Oussama Khennoussi                                                                 | 61,33 m        |
| Lancio del martello (dettagli) | Qi Wang                                                              | 73,63 m      | Décio Andreade | 73,43 m      | Dawid Piłat                                                                        | 72,27 m        |
| Lancio del giavellotto (dettagli) | Edis Matusevičius                                                    | 80,37 m      | Cyprian Mrzygłód                                                                                                  | 80,02 m      | Topias Laine                                                                       | 78,42 m        |
| Decathlon (dettagli) | Vilém Stráský                                                        | 7925 p.      | Edgaras Benkunskas                                                                                                | 7879 p.      | Alec Diamond                                                                       | 7812 p.        |
| record mondiale; record mondiale stagionale; record africano; record asiatico; record europeo; record nord-centroamericano e caraibico; record sudamericano; record oceaniano; record delle Universiadi; record nazionale; record personale; record personale stagionale. |                                                                      |              | |              |                                                                                    |                |

### Donne
| Specialità | Oro | Risultato | Argento                                                                                          | Risultato | Bronzo                                                                          | Risultato     |
| --- | --- | --------- | ------------------------------------------------------------------------------------------------ | --------- | ------------------------------------------------------------------------------- | ------------- |
| 100 m piani (dettagli) | Patrizia van der Weken | 11"22     | Viktória Forster                                                                                 | 11"34     | Magdalena Lindner                                                               | 11"44         |
| 200 m piani (dettagli) | Nikola Horowska | 23"00     | Marlena Granaszewska                                                                             | 23"20     | Banele Shabangu                                                                 | 23"29         |
| 400 m piani (dettagli) | Marlie Viljoen | 52"38     | Corrssia Perry                                                                                   | 52"62     | Barbora Malíková                                                                | 52"66         |
| 800 m piani (dettagli) | Laura Pellicoro | 2'04"20   | Knight Aciru                                                                                     | 2'04"34   | Charne Swart                                                                    | 2'04"73       |
| 1500 m piani (dettagli) | Laura Pellicoro | 4'15"82   | Vera Hoffmann                                                                                    | 4'16"47   | Şilan Ayyıldız                                                                  | 4'17"26       |
| 5000 m piani (dettagli) | Mariana Machado | 16'02"58  | Xia Yuyu                                                                                         | 16'04"00  | Risa Yamazaki                                                                   | 16'08"86      |
| 10000 m piani (dettagli) | Xia Yuyu | 33'48"35  | Yayla Gönen                                                                                      | 34'05"03  | Fatma Karasu                                                                    | 34'10"97      |
| 100 m ostacoli (dettagli) | Viktória Forster | 12"72     | Wu Yanni                                                                                         | 12"76     | Jyothi Yarraji                                                                  | 12"78         |
| 400 m ostacoli (dettagli) | Alice Muraro | 55"48     | Marlene Santos                                                                                   | 56"45     | Sára Mátó                                                                       | 56"58         |
| 3000 m siepi (dettagli) | Cara Feain-Ryan | 9'46"02   | Semra Karaslan                                                                                   | 9'50"42   | Georgia Winkcup                                                                 | 9'51"22       |
| Staffetta 4×100 m (dettagli) | Cina Liang Xiaojing Ge Manqi Cai Yanting Li Yuting Li He*                                                                    | 43"70     | Polonia Marlena Granaszewska Monika Romaszko Paulina Paluch Nikola Horowska Weronika Bartnowska* | 44"20     | Sudafrica Antoniette van der Merwe Banele Shabangu Joviale Mbisha Tamzin Thomas | 44"36         |
| Staffetta 4×400 m (dettagli) | Polonia Weronika Bartnowska Karolina Łozowska Margarita Koczanowa Aleksandra Formella Natalia Wosztyl* Marlena Granaszewska* | 3'32"81   | Brasile Marlene Santos Leticia Lima Giovana Dos Santos Anny Caroline De Bassi                    | 3'34"31   | Svizzera Noémie Salamin Veronica Vancardo Oksana Aeschbacher Karin Disch        | 3'34"57       |
| Mezza maratona (dettagli) | Hikaru Kitagawa | 1h13'17"  | Yayla Gönen                                                                                      | 1h13'31"  | Fatma Karasu                                                                    | 1h14'28"      |
| Mezza maratona a squadre (dettagli) | Turchia Yayla Gönen Fatma Karasu Derya Kunur Burcu Subatan*                                                                  | 3h43'14"  | Giappone Hikaru Kitagawa Rio Einaga Saki Harada                                                  | 3h45'27"  | Cina Luo Xia Niu Lihua Xia Yuyu Wang Jiali*                                     | 3h48'44"      |
| Marcia 20 km (dettagli) | Meryem Bekmez | 1h33'53"  | Eliška Martínková                                                                                | 1h33'58"  | Gao Lan                                                                         | 1h35'28"      |
| Marcia 20 km a squadre (dettagli) | Cina Gao Lan Yin Lamei Liu Roumei Ji Jie*                                                                                    | 4h52'02"  | Slovacchia Hana Burzalová Alžbeta Ragasová Ema Hačundová                                         | 5h05'36"  | India Priyanka Pooja Kumawat Mansi Negi Nikita Lamba*                           | 5h12'13"      |
| Salto in alto (dettagli) | Rose Yeboah | 1,94 m    | Elena Kulichenko                                                                                 | 1,91 m =  | Venla Pulkkanen                                                                 | 1,88 m        |
| Salto con l'asta (dettagli) | Angelica Moser | 4,62 m    | Chen Qiaoling                                                                                    | 4,30 m    | Non assegnata                                                                   | Non assegnata |
| Salto con l'asta (dettagli) | Angelica Moser | 4,62 m    | Albane Dordain                                                                                   | 4,30 m    | Non assegnata                                                                   | Non assegnata |
| Salto con l'asta (dettagli) | Angelica Moser | 4,62 m    | Berenice Petit                                                                                   | 4,30 m    | Non assegnata                                                                   | Non assegnata |
| Salto in lungo (dettagli) | Nikola Horowska | 6,60 m    | Magdalena Bokun                                                                                  | 6,41 m    | Bhagavathi Bhavani                                                              | 6,32 m        |
| Salto triplo (dettagli) | Tuğba Danışmaz | 14,31 m   | Diana Zagainova                                                                                  | 14,02 m   | Adrianna Laskowska                                                              | 13,83 m       |
| Getto del peso (dettagli) | Song Jiayuan | 18,56 m   | Eliana Bandeira                                                                                  | 17,47 m   | Lea Riedel                                                                      | 17,32 m       |
| Lancio del disco (dettagli) | Antonia Kinzel | 59,18 m   | Yolandi Stander                                                                                  | 57,89 m   | Xie Yuchen                                                                      | 57,62 m       |
| Lancio del martello (dettagli) | Li Jiangyan | 71,20 m   | Xu Xinying                                                                                       | 69,45 m   | Aleksandra Śmiech                                                               | 68,65 m       |
| Lancio del giavellotto (dettagli) | Eda Tuğsuz | 59,05 m   | Su Lingdan                                                                                       | 57,87 m   | Jana van Schalkwyk                                                              | 57,45 m       |
| Eptathlon (dettagli) | Isabel Posch | 6107 p.   | Yuliya Loban                                                                                     | 6063 p.   | Lydia Boll                                                                      | 5923 p.       |
| record mondiale; record mondiale stagionale; record africano; record asiatico; record europeo; record nord-centroamericano e caraibico; record sudamericano; record oceaniano; record delle Universiadi; record nazionale; record personale; record personale stagionale. | |           |                                                                                                  |           |                                                                                 |               |

## Medagliere
| Pos.   | Paese         | Oro | Argento | Bronzo | Totale |
| ------ | ------------- | --- | ------- | ------ | ------ |
| 1      | Cina          | 10  | 8       | 7      | 25     |
| 2      | Turchia       | 8   | 7       | 3      | 18     |
| 3      | Polonia       | 6   | 6       | 4      | 16     |
| 4      | Italia        | 3   | 0       | 0      | 3      |
| 5      | Giappone      | 2   | 4       | 5      | 11     |
| 6      | Francia       | 2   | 3       | 0      | 5      |
| 7      | Sudafrica     | 2   | 2       | 6      | 10     |
| 8      | Portogallo    | 2   | 2       | 0      | 4      |
| 9      | Germania      | 2   | 1       | 2      | 5      |
| 10     | Taipei Cinese | 1   | 2       | 2      | 5      |
| 11     | Lituania      | 1   | 2       | 0      | 3      |
| 11     | Slovacchia    | 1   | 2       | 0      | 3      |
| 13     | Australia     | 1   | 1       | 3      | 5      |
| 14     | Rep. Ceca     | 1   | 1       | 1      | 3      |
| 14     | Ucraina       | 1   | 1       | 1      | 3      |
| 16     | Giamaica      | 1   | 1       | 0      | 2      |
| 16     | Lussemburgo   | 1   | 1       | 0      | 2      |
| 16     | Uganda        | 1   | 1       | 0      | 2      |
| 19     | Finlandia     | 1   | 0       | 2      | 3      |
| 19     | Svizzera      | 1   | 0       | 2      | 3      |
| 21     | Austria       | 1   | 0       | 1      | 2      |
| 22     | Ghana         | 1   | 0       | 0      | 1      |
| 23     | Brasile       | 0   | 2       | 0      | 2      |
| 23     | Thailandia    | 0   | 2       | 0      | 2      |
| 25     | Algeria       | 0   | 1       | 3      | 4      |
| 26     | Cipro         | 0   | 1       | 0      | 1      |
| 26     | Stati Uniti   | 0   | 1       | 0      | 1      |
| 28     | India         | 0   | 0       | 4      | 4      |
| 29     | Ungheria      | 0   | 0       | 2      | 2      |
| 30     | Armenia       | 0   | 0       | 1      | 1      |
| 30     | Kirghizistan  | 0   | 0       | 1      | 1      |
| 30     | Paesi Bassi   | 0   | 0       | 1      | 1      |
| 30     | Romania       | 0   | 0       | 1      | 1      |
| Totale | Totale        | 50  | 52      | 52     | 154    |